# Référendum au Luxembourg
Les référendums sont fixés par la loi du 4 février 2005 relative au référendum au niveau national. Les dispositions de cette loi s'appliquent aux référendums prévus aux articles 51 et 114 de la Constitution.
Le référendum du 7 juin 2015 est fixé par la loi du 27 février 2015 portant organisation d’un référendum national sur différentes questions en relation avec l'élaboration d’une nouvelle Constitution.
Le référendum revêt un caractère consultatif dans le contexte de l'élaboration d’une nouvelle Constitution. Il en est de même pour les référendums locaux organisés par les communes.

## Historique
Le Grand-Duché de Luxembourg a connu jusqu’à ce jour cinq référendums dont deux le même
jour, puisque le 28 septembre 1919 le peuple a été consulté sur deux sujets différents. Le 6 juin 1937 le gouvernement a soumis à référendum la loi pour la défense de l’ordre politique et social (dite loi d’ordre, appelée loi de la muselière ou « Maulkuerf » par les opposants). Le 10 juillet 2005 une consultation populaire a eu lieu sur une Constitution de l’Union européenne. Le 7 juin 2015 les électeurs luxembourgeois rejettent trois propositions soumises au référendum par le Premier ministre réformateur Xavier Bettel.
Un nouveau référendum, sur la refonte de la constitution luxembourgeoise, est annoncé pour 2019 selon les médias ou, selon le gouvernement, une phase de concertation préalable à l'organisation du vote qui n'aurait pas forcément lieu cette année là.

## Principes

### Circonscription unique
Pour le déroulement d'un référendum, le pays forme une circonscription électorale unique. Le chef-lieu est Luxembourg. Le premier bureau de vote de la Ville de Luxembourg fonctionne comme bureau principal de la circonscription unique.

### Vote obligatoire
Conformément à la loi électorale, le vote est obligatoire lors d'un référendum pour tous les électeurs inscrits sur les listes électorales pour les élections législatives au jour du référendum.
Ceux qui se trouvent dans l'impossibilité de prendre part au scrutin doivent faire connaître leurs motifs d'abstention au procureur d'État territorialement compétent, avec les justifications nécessaires. L'abstention non justifiée est punie d'une amende. La sanction s'aggrave en cas de récidive.
Nul ne peut se faire remplacer pour voter.
Sont excusés de la participation obligatoire au vote les électeurs :
- qui au moment du référendum habitent une autre commune que celle où ils sont appelés à voter ;
- les électeurs âgés de plus de 75 ans.

### Vote par correspondance
Tous les électeurs inscrits sur les listes électorales sont admis au vote par correspondance lors d’un référendum.

### Le vote
Les électeurs sont admis au vote de 8h00 à 14h00.
Aucun électeur n'est admis à voter s'il n'est pas inscrit — au jour du référendum — sur la liste électorale pour les élections législatives dans la commune. S'il n’est pas inscrit, il pourra tout de même être admis au vote s'il présente une décision du bourgmestre de la commune, de son remplaçant ou d'une autorité de justice constatant qu'il a le droit de vote dans la commune.
L'électeur doit se présenter au bureau de vote muni de sa carte d'identité ou de son passeport. La présentation de la convocation n’est pas obligatoire.
Les collèges des bourgmestre et échevins envoient à chaque électeur la lettre de convocation indiquant le jour, les heures d’ouverture et de fermeture du scrutin, le local où l’élection a lieu, et, s’il y a plusieurs bureaux, la désignation de celui où l’électeur est appelé à voter.
Les électeurs domiciliés au Luxembourg reçoivent la lettre de convocation au moins 15 jours avant le scrutin. Les électeurs domiciliés à l’étranger la reçoivent 30 jours avant le scrutin. 
Chaque électeur dispose d'une voix par question posée.
Sont nuls les bulletins :
- autres que ceux qui sont fournis par la commune ; ou
- qui expriment plus d'un suffrage par question posée ; ou
- dont les formes et dimensions ont été altérées ; ou
- qui contiennent à l'intérieur un papier ou un objet quelconque ; ou

dont l'auteur pourrait être rendu reconnaissable par un signe, une rature ou une marque non autorisée par la loi. 
Les bulletins qui ne contiennent aucun suffrage sont considérés comme blancs.
En revanche, le bulletin qui exprime moins de suffrages que de questions posées est valable. Autrement dit, l'électeur n'est pas obligé de répondre à chaque question posée.

## Conditions de l'électorat
Sont appelés à voter lors d'un référendum les électeurs inscrits sur les listes électorales pour les élections législatives au jour du référendum.
Ainsi sont concernées les personnes :
- de nationalité luxembourgeoise ;
- âgées de 18 ans accomplis au jour du référendum ;
- qui bénéficient de leurs droits civils et politiques ;
- sont domiciliées au Grand-Duché de Luxembourg.

Les Luxembourgeois résidant à l'étranger peuvent participer au référendum par correspondance.
Les Luxembourgeois domiciliés à l'étranger qui ne sont pas inscrits sur les listes électorales, mais qui disposent du droit de vote en vertu de la nationalité luxembourgeoise, peuvent participer au vote à condition de s'inscrire sur les listes électorales pour les élections législatives.
Seules les personnes qui disposent effectivement du droit de vote peuvent donc participer au référendum.

## Convocation des électeurs
Les électeurs sont informés de la tenue d'un référendum par l'insertion d'une communication à 3 reprises dans 3 quotidiens luxembourgeois.
De plus, la commune informe par toute voie appropriée, mais en tout cas par voie d'affichage, les électeurs domiciliés sur leur territoire qu'ils peuvent consulter le texte sur lequel porte le référendum dans les lieux et aux heures d'ouverture indiqués.
Ces lieux et heures sont fixés librement par la commune, mais doivent être d'au moins 6 heures par semaine, et le samedi doit être l'un des jours d'ouverture.
La communication à paraître dans les journaux et celle effectuée par la commune doivent être rédigées dans les 3 langues administratives, à savoir le luxembourgeois, l'allemand et le français.
Le collège des bourgmestre et échevins envoie au moins 5 jours à l'avance à chaque électeur une lettre de convocation, indiquant le jour, les heures d'ouverture et de fermeture du scrutin, le local où le référendum a lieu et, s'il y a plusieurs bureaux, la désignation de celui où l'électeur doit voter.